# 片岡直英
片岡 直英（かたおか なおひで、文化8年（1811年） - 慶応3年8月14日（1867年9月11日））は、江戸時代末期の土佐藩士。通称・孫五郎。父は高岡郡郷士・片岡直重、母は大塚氏の娘。妻は佐川村・山口彦作の娘・片岡信子。
早くから剣の道に進み、同郷の志士との厳しい競争に打ち勝ち、やがて弓術を極めて土佐藩屈指の使い手と言わしめた。また、学問や和歌などにも打ち込み、風流人としての顔も持っていた。父の代より莫大な財力があり、その影響で多くの勤皇志士をはじめ、幕末に活躍した土佐の代表的な人物を数多と支援。また坂本龍馬の重要なブレーンとなっていたことでも知られる。
文久年間は、国事に奔走し、土佐勤皇党の獄に際しては、前藩主・山内容堂に強硬な建議を行ったとされ、怒りを買った直英はお目通り禁止を命ぜられたという。それでも元治年間に入ると、長州へ渡り、密かに高杉晋作と接触。脱藩した土佐の志士たちを奇兵隊に編入させてもらえるよう交渉して帰国し、多くの脱藩浪士たちを助けたといわれている。いちはやく、長州の変わりゆく兵制にも注目していた人物であり、自らも慶応2年（1866年）5月に再度、長州へ渡った際に単独で同盟を締結して「有志隊」を設立するべく奔走。戦場での装備や軍服改良など土佐の近代的兵制導入へ一石を投じている。また龍馬の薩長同盟締結や、浪士結社・亀山社中設立などで重要な助言をし、功績を残した。だが、翌年病に倒れ、他界。龍馬は新しい時代を作る歯車が遅れてしまうだろう、と直英の死を嘆いている。後の世に多くの遺産を残したが、新たな時代の幕開けを見ることはなかった。
後に活躍する同族の人物に、片岡盛蔵らが出ており、直英の子孫は維新後、関西の財界で活躍している。